# Gaëtan Bangisa
Serge Gaëtan Bangisa (Etterbeek, 26 mei 1981) is een Belgisch politicus voor de PS.

## Biografie
Bangisa, die Congolese roots heeft, voltooide zijn humaniora aan het Atheneum Jules Destrée in Marcinelle en behaalde daarna in 2006 met onderscheiding het diploma van bachelor in Economie en Toerisme aan de Haute École Louvain en Hainaut en in 2018 een master in de politieke wetenschappen aan de UCL Mons, met een scriptie over culturele diversiteit in de politiek en de invloed van culturele afkomst bij de samenstelling van kandidatenlijsten bij verkiezingen.
Na zijn studies werkte hij van 2006 tot 2007 als evenementorganisator bij vakantieparkuitbater Club Med in Zwitserland en Sicilië. Daarna was hij enkele maanden aan de slag op de rekruteringsdienst van de Nationale Maatschappij der Belgische Spoorwegen (NMBS) en werkte hij van 2008 tot 2009 op de klantendienst van Proximus in La Louvière. Vervolgens was hij van 2009 tot 2010 parlementair medewerker in het Waals Parlement, om in 2010 aan de slag te gaan voor de provincie Henegouwen. Van 2010 tot 2016 was hij projectverantwoordelijke op het directoraat-generaal voor sociale actie, waar hij projecten opzette bestemd voor de integratie van personen met een beperking. Daarna was hij van 2016 tot 2019 administratief verantwoordelijke op de cel Gehandicaptensport en van 2019 tot 2023 personeelsdirecteur van de Régie Provinciale de Charleroi, als verantwoordelijke voor het keukenpersoneel van zes hogescholen en middelbare scholen van de provincie Henegouwen.
Van 2006 tot 2010 was Bangisa voorzitter van de jongerenafdeling van de Parti Socialiste in Marcinelle, waar hij ook voorzitter was van het plaatselijke jeugdhuis en sociaal dienstbetoon organiseerde. In oktober 2012 werd hij verkozen tot gemeenteraadslid van Charleroi. Bangisa werd bestuurder bij de intercommunale voor economische en territoriale ontwikkeling en projectadvies IGRETEC (2012-2013), tv-distributeur Brutélé (2013-2017) en de sportschool Parc du Sports (2013-2016), alsook voorzitter van de gemeentelijke commissie voor Handel, Feestelijkheden, Folklore, Sport en Jeugd. In juni 2017 werd hij voor korte tijd voorzitter van de gemeenteraad. In oktober 2018 werd Bangisa herkozen als gemeenteraadslid en vervolgens was hij van december 2018 tot september 2020 voorzitter van de raad van bestuur van Tibi, de intercommunale voor afvalverwerking in de regio Charleroi, waar hij van 2013 tot 2023 in de raad van bestuur en van 2020 tot 2023 in het directiecomité zetelde. Sinds 2022 is hij ook voorzitter van het regionaal integratiecentrum van Charleroi.
Bij de federale verkiezingen van mei 2014 stond Bangisa als zesde opvolger op de PS-lijst in de kieskring Henegouwen en in mei 2019 stond hij als vijfde opvolger op de PS-lijst voor de Waalse verkiezingen, in de kieskring Charleroi-Thuin. In mei 2023 legde Bangisa effectief de eed af als lid van het Waals Parlement en het Parlement van de Franse Gemeenschap, ter opvolging van Maxime Hardy, die tot schepen van Charleroi was benoemd. In het Waals Parlement nam hij zitting in de commissies Algemene Zaken en Internationale Relaties en Economie, Ruimtelijke Ordening en Landbouw. Bangisa werd bij de Waalse verkiezingen van juni 2024 niet herkozen. 